# Карлайл, Кристофер
Кристофер Карлайл (англ. Christopher Carlile, или Carlisle, 1530-е — 1588) — англиканский священник.
Родился около 1520 года, учился в Клэр-колледже Кембриджского университета, магистр богословия (1541), избран проктором (1548), бакалавром богословия (BD) (1552), затем членом колледжа Клэр и доктором богословия (DD). К 1563 году он был в Монкс-Хортоне, Кент, а к 1571 году стал приходским священником в Хакни, и был им до своей смерти 2 августа 1588 года. Карлайл учился у Иммануила Тремеллиуса и был «превосходным знатоком еврейского языка». В год своего выпуска, в 1552 году, вероятно, как и многие другие, воодушевлённый толерантным климатом при регенте молодого Эдуарда VI Джоне Дадли, 1-м графе Уорике, Карлайл провёл дебаты с сэром Джоном Чиком, в которых отрицал сошествие Христа в ад. Отрицание Карлайлом сошествия в ад предполагалось ранее Уильямом Тиндейлом, а при его жизни эту мысль разделяли Воутер Делен (Гуалтерус Деленус), пастор голландской церкви в Остин-Фрайарс, и ещё один знаток еврейского языка. Поскольку Воутер Делен был первым профессором иврита в Амстердаме, а Тремеллиус во время дебатов был профессором иврита в Кембридже, вполне вероятно, что оба мужчины были среди слушателей Карлайла в день дебатов. Тремеллиус и Делен покинули Англию, когда следующим летом в возрасте 15 лет умер юный Эдуард VI. Они могли делать записи дебатов и публиковать их в какой-то форме, или, по крайней мере, какая-то форма стенограммы дебатов, очевидно, попала в Европу, поскольку десять лет спустя Карлайл оказался общей мишенью для опровержения со стороны бывшего оксфордского учёного Ричарда Смита (Лувен, 1562 г.) во второй части трактата, где Карлайл имел честь разделить заглавие не с кем иным, как Жаном Кальвином. Происхождение Карлайла неясно, но мы знаем больше о семье, которая от него произошла. Он женился на Джейн или Мэри Хейлз, дочери сэра Джеймса Хейлза из Данжеона в Кентербери, графство Кент. Её первым мужем был Уолтер Мантелл из Монкс-Хортона, графство Кент, казнённый в 1554 году за участие в восстании Уайатта. Через свою жену Карлайл состоял в родстве с Барнабом Гугом через сестру Уолтера Мантелла Маргарет и с Александром Невиллом через его сестру Энн. У Кристофера и Джейн (Мэри Хейлз) было трое детей: Джонатан Карлайл из Бархэма; капитан Джеймс Карлайл, умерший в Ирландии; Энн (р. 1567) и Джейн (р. 1569).

## Труды
- 1572 Discourse proving that Peter was never at Rome.
- 1582 Discourse on two divine positions - Concerning the immediate going to heaven of souls of the faithful fathers before Christ and concerning his descent into hell[9].
- 1573 Рукописный перевод Псалмов с иврита на английский язык (MS Ff 5.6).
- Письмо Себастьяну Кастеллио.
- Различные латинские стихи, предваряющие различные публикации других авторов[5].